# Rotteveen
Rotteveen is een voormalig waterschap in de Nederlandse provincie Groningen.
De polder lag ten oosten van de Tripscompagniesterdiep, tussen de Polder het Poeltje en de Tripscompagnie Oostkant in en was slechts 120 m breed en zo'n 800 m lang. Het schap had een molen aan de noordelijke wijk, die echter in januari 1894 bij een storm werd vernield en nooit is herbouwd. Feitelijk bestond de poldertje niet meer toen Geertsema het beschreef. 
Waterstaatkundig gezien ligt het gebied sinds 2000 binnen dat van het waterschap Hunze en Aa's.